# آيت مسعود (اسرير)
آيت مسعود هي إحدى مشيخات المملكة المغربية، تتبع جغرافيا لإقليم كلميم وإداريًا لاسرير. يقدر عدد سكانها بـ 3222 نسمة حسب الإحصاء الرسمي للسكان والسكنى لسنة 2004.